# Флора Гондос
Флора Гондос (угор. Flóra Gondos, 11 квітня 1992) — угорська стрибунка у воду.
Учасниця Олімпійських Ігор 2012 року, де в стрибках з 3-метрового трампліна посіла 22-ге місце.